# Наваринка
Наваринка — посёлок в Агаповском районе Челябинской области. Входит в состав Первомайского сельского поселения.

## География
Расположен в юго-западной части района, на берегу реки Гумбейки.

## Уличная сеть
- Административная,
- Береговая,
- Новая,
- Садовая,
- Центральная.

## История
Посёлок основан казаками Оренбургского казачьего войска в 1842 году, по мнению краеведа Н. И. Шувалова, в 1843 году, как военное поселение № 21 в Новолинейном районе.
Сюда предполагалось поселить 533 белопахотных солдат и малолетков.
Название дано ещё на стадии проектирования в честь победы объединённого флота Великобритании, России и Франции над турецко-египетским в морском сражении в Наваринской бухте Ионического моря (октябрь 1827 года).
В 1930 году организован колхоз «Вперед к коммунизму».

## Население
| 1970 | 1995 | 2002 | 2010 |
| ---- | ---- | ---- | ---- |
| 881  | ↘856 | ↘753 | ↗810 |

### Историческая численность населения
в 1873 г. — 1330 чел., в 1889 г. — 1651 чел., в 1900 г. — 1976 чел., в 1926 г. — 1635 чел., в 1959 г. — 742 чел., в 1983 г. — 714 чел.

## Инфраструктура
На территории посёлка располагается 2-е отделение АО «Первомайское», действует молочно-товарная ферма.
- Библиотека,
- фельдшерский акушерский пункт,
- детский сад,
- начальная школа.

## Транспорт
Посёлок связан грунтовыми и шоссейными дорогами с соседними населёнными пунктами. Расстояние до районного центра села Агаповка 24 км, до центра сельского поселения посёлка Первомайского 4 км.